# Tony Abatemarco
Anthony Michael "Tony" Abatemarco (ur. 15 marca 1952) – amerykański aktor sceniczny, filmowy i telewizyjny.

## Kariera aktorska
Karierę aktora telewizyjno-filmowego rozpoczął w 1983 r., debiutując na małym ekranie. W końcowym sezonie sitcomu CBS One Day at a Time wystąpił jako bohater epizodyczny. Pojawił się w kilkunastu filmach kinowych i video, z których popularniejsze to: thriller Sypiając z wrogiem (Sleeping with the Enemy, 1991), dramat Jestem Sam (I Am Sam, 2001), komedia romantyczna All Over the Guy (2001) i film przygodowy Zatrzymani w czasie (Clockstoppers, 2002).
W 1995 r. poszerzył swoje horyzonty zawodowe jako reżyser filmu telewizyjnego Lucifer's Child. Projekt adaptował sztukę broadwayowską pod tym samym tytułem, w której Abatemarco grał w kwietniu 1991 r.
Pojawia się na deskach scenicznych, występując głównie w teatrach Kalifornii. Grał w sztukach War Letters (luty 2002 r.), You Can't Take It with You (kwiecień 2005 r.), Bach at Leipzig (październik 2006 r.). Wyreżyserował adaptację Davida Mameta The Voysey Inheritance dla wydziału teatralnego Uniwersytetu Południowej Kalifornii. Na uczelni pełnił także funkcję profesora pomocniczego.

## Filmografia
Wybrane filmy i seriale telewizyjne, w których brał udział do roku 2018 włącznie:
- 1983: Alchemik jako demon
- 1983: One Day at a Time (serial TV) jako Aurelio
- 1984: Twoja niewierna jako mechanik
- 1984: Flight 90: Disaster on the Potomac (film TV) jako rozczochrany mężczyzna
- 1986: Scarecrow and Mrs. King (serial TV) jako Soriakhof
- 1986: Tall Tales & Legends (serial TV) jako DeSoto
- 1987: A jednak żyje 3: Wyspa żyjących jako Kubańczyk #2
- 1987: The Tortellis (serial TV) jako kamerdyner
- 1987: Stingray (serial TV) jako Mark Webber
- 1988: Leap of Faith (film TV) jako jogin Gupta
- 1988: Detektyw Hunter (serial TV) jako sierż. Stanowski
- 1989: Samotny w obliczu prawa jako Glen Fulton
- 1989: The Cover Girl and the Cop (film TV) jako Peter
- 1989: Na wariackich papierach (serial TV) jako asystent D. A. Bernie Gordon
- 1989: Opowieści z krypty (serial TV) jako detektyw
- 1989: Dragnet (serial TV) jako Phil
- 1990: Midnight Cabaret jako kapłan
- 1990: Rodzina szpiegów (2 odcinki mini-serialu TV) jako egzaminator
- 1991: Sypiając z wrogiem jako Locke
- 1992: Civil Wars (serial TV) jako prawnik Jay Freilig
- 1994: Deconstructing Sarah (film TV) jako właściciel restauracji
- 1994: Frasier (serial TV) jako Jimmy
- 1995: Lucifer's Child (reżyser filmu TV)
- 1995: Notatki z podziemia jako pierwszy szczęśliwy architekt
- 1995: The Watcher (serial TV) jako Harry
- 1996: Subterfuge jako Salazar
- 1997-1999: Portret zabójcy (2 docinki serialu TV) jako James Ledbetter/Allessandro de Salla
- 1998: Music from Another Room jako Lucien
- 1998: Babilon 5 (serial TV) jako Verchan
- 1998: Ostry dyżur (serial TV) jako pracownik banku ds. pożyczek
- 1999: A Stitch in Time (krótkometrażowe video) jako Jack Topper
- 2000: Auggie Rose jako Maitre D'
- 2000: Sacrifice (film TV) jako Phil Lombardi
- 2000: Shadow of the Blair Witch (film TV) jako zastępca Hanka Harta
- 2001: Romanssidło jako McKlellen
- 2001: Breathing Hard jako Sam
- 2001: All Over the Guy jako dr David Wyckoff
- 2001: Jestem Sam jako urzędnik sądowy
- 2001: Bez pardonu (serial TV) jako radny Antonio
- 2002: Zatrzymani w czasie jako administrator
- 2002: Pinokio jako Harlequin (głos)
- 2002: Babski oddział (serial TV)
- 2004: Dzień bez Meksykanów jako gospodarz talk-show
- 2005: Słowo na L (serial TV) jako szaleniec
- 2007: Dante's Inferno jako leżący pozwany/Farinata (głos)
- 2007: Żar młodości (serial TV) jako p. Arkadin
- 2009: Zawsze tylko ty jako reżyser
- 2010: Dancing Ninja jako wróżbita
- 2011: Kitchenette: Part One jako Mikie
- 2012: Eidola (film krótkometrażowy) jako kurator (prowadzący)
- 2013: The Troll (film krótkometrażowy) jako starszy troll
- 2015-2016: Sposób na morderstwo (2 odcinki serialu TV) jako sędzia Rodger Charters
- 2015: The Carnival (film krótkometrażowy) jako lekarz
- 2016: The Gay and Wondrous Life of Caleb Gallo (serial TV) jako Juan
- 2016: Johnny (film krótkometrażowy) jako Sam
- 2017: The Tragedy of JFK (as Told by Wm. Shakespeare) jako J. Edgar Hoover
- 2018: Grandmother's Gold jako Ted.